# Соломон Исак Паси
Соломон Исак Паси (буг. Соломон Исак Паси; Пловдив, 22. децембар 1956) је бугарски научник, политичар и иноватор, оснивач и председник Атлантског клуба Бугарске (од 1990), министар спољних послова у влади Симеона Сакс-Кобург-Гота (2001–2005), председник у канцеларији Организације за европску безбедност и сарадњу (ОЕБС) 2004. године Представљао је Бугарску у Савету безбедности УН-а и био је његов председавајући (септембар 2002. и децембар 2003), а Бугарска га је номиновала за генералног секретара НАТО-а (2009).
Као министар иностраних послова преговарао је и потписао приступање Бугарске НАТО-у (2004) и ЕУ (2005) – пројектима које је покренуо као члан парламента још 1990. године.
Паси је био председник парламентарних одбора за спољне послове (2005-2009) и спољне послове, одбрану и безбедност (2001). Био је народни посланик у три мандата (1990–1991, 2001–2005, 2005–2009) и први ЦЕЕ потпредседник Асоцијације атлантског апоразума (АТА), Париз (1996–1999) и председник Одбора транспарентности и одговорности Парламентарне скупштине ОЕБС-а (2006–2009).
Осамдесетих година Паси је био активан у анти-естаблишменту и продемократским покретима. Он има докторат из математичке логике, чиме је стекао право на почасно звање Др Паси, и био је информатичар на Софијском универзитету и Бугарској академији наука (1979–1994). Паси и његова супруга Гергана су коаутори ЕУ универзалног УСБ пуњача за ГСМ (2008–2014) и пионир је антарктичког присуства Бугарске и чланства у Уговору о Антарктику.

## Рани живот и образовање
Соломон Паси рођен је у Пловдиву у бугарској јеврејској породици, која је током Другог светског рата спашена од слања у нацистички концентрациони логор. Син је бугарског филозофа проф. Исака Пасија и лекарке, проналазача и ендокринолога Лили Паси. Математичар је и доктор наука (1985) из математичке логике и рачунарства са Универзитета у Софији. Осамдесетих година био је умешан у дисидентске покрете који су се супротстављали комунистичком режиму.

## Каријера и политика
1990. године Паси је постао председник оснивач и извршни директор Атлантског клуба Бугарске (АЦБ), једине невладине организације која делује у земљама Варшавског пакта и гласно заговара његово распуштање и приступање Нове Европе НАТО-у и ЕУ. Такође је суоснивач странке Зелени као њен портпарол (1989), Уније демократских снага (1989), Клуба за подршку гласности и перестројки Жељка Желева (1989), као и Националног покрета Симеон II (2001).

### Ера Берлинског зида
Осамдесетих година Паси је био активиста разних опозиционих и еколошких покрета који су се супротстављали комунизму, укључујући и одбрану угњетаване турске мањине у Бугарској; у знак солидарности са њима преузео је турски псеудоним Сулејман Техликели приликом објављивања математичких радова и графичке уметности 1980-их.
Присуствовао је Конгресу синдиката солидарности у Гдањску у јесен 1981. године. У мају 1987. Паси је био организатор прве јавне опозиције која се појавила на Софијском универзитету. После његових напора у комунистичкој Бугарској, 1990-1991, као посланик у Великој народној скупштини, био је коаутор првог демократског устава Републике Бугарске и поднео предлог закона о укидању смртне казне у Бугарској.

### Атлантске и европске интеграције
У августу 1990. године, Паси се, као посланик, обратио Великој народној скупштини и израдио нацрт парламентарног закона о иступању из Варшавског пакта и приступању Бугарске НАТО-у.
Паси и други основали су АЦБ, који су наследиле десетине других атлантских невладиних организација у Централној и Источној Европи (ЦЕЕ), Азији и Африци. Логотип Атлантског клуба - НАТО компас заокружен са 12 звезда ЕУ - постао је симбол јединства евроатлантског подручја који је усвојило много нових атлантских НВО.
У новембру 1990. оснивачи АЦБ-а предвођени Пасијем обавили су прву посету источноевропске делегације седишту НАТО-а на позив НАТО-овог генералног секретара Манфреда Вернера и америчког сталног представника при амбасадору НАТО-а Вилијама Тафта IV, који су подржали бугарску идеју о успостављању АЦБ-а на територији Варшавског пакта. После тога, бугарски know-how поновљен је у заједничкој изјави америчког државног секретара Џејмса Бејкера и министра спољних послова Немачке Ханса-Дитриха Геншера у мају 1991. године који су се залагали за стварање Атлантских савета у другим земљама Варшавског пакта.
У јуну 1991. НАТО-ов генерални секретар Манфред Вернер пристао је да га Соломон Паси "отме" у свом источнонемачком аутомобилу Трабант у Софији. Манфред Вернер је постао присталица АЦБ-а и лично је подржао 1992. приступ АЦБ-у као првог члана АТА у ЦЕЕ. АЦБ му је у Софији подигао споменик 1996. године, који је отворио његов наследник Ксавијер Солана.
Соломон Паси је 14 година радио на чланству Бугарске у НАТО-у, што је завршено 2. априла 2004. године када је министар Паси подигао бугарску заставу над седиштем НАТО-а у Бриселу.
Паси је коаутор закона који се односи на чланство Бугарске у ЕУ, а који је усвојила Велика национална скупштина у децембру 1990. Као министар спољних послова преговарао је о Уговору о приступању Бугарске ЕУ и потписао га 25. априла 2005. Бугарска ћирилица усвојена је као треће службено писмо ЕУ.
У септембру 1990. Паси је постао коаутор нацрта парламентарног закона о учешћу Бугарске у коалицији коју предводе САД а која је ослободила Кувајт од окупације Садама Хусеина.
Паси је 2003. предложио стварање заједничких америчко-бугарских одбрамбених објеката у Бугарској - пројекат који је ратификовао 2006. године као председник парламентарног одбора за спољне послове.

### Глобални послови
2001. године Бугарска је изабрана за ротациону чланицу Савета безбедности УН-а (2002-2003); Паси је представљао Бугарску у Савету безбедности УН и председавао је Већем у септембру 2002. и децембру 2003. године.
2004. године Паси је постао председавајући ОЕБС-а. Током његовог председавања решен је замрзнути сукоб у Ајарији (Грузија), а Монголија се придружила мрежи ОЕБС-а.
Паси, Јошка Фишер и Колин Пауел били су домаћини ОЕБС-ове берлинске конференције о антисемитизму (април 2004).
Док је Паси био део владе Симеона Борисова, конструктивни и прагматични односи са Русијом су створени, после 45 година фактичке совјетске окупације Бугарске. Освежени су билатерални односи са Кином и Индијом и обновљена бугарска дипломатска мрежа са арапским земљама.
Такође погледајте: др. Соломон Пасси и Кина, др. Соломон Пасси: Централна Азија, Кавказ и постсовјетски простор (као ЦиО ОЕБС-а), и Меморандум о односима између Свете столице и Атлантског клуба Бугарске.

### Посредовање и дипломатска акција
Као министар, Паси је био одговоран за стратегију преговарачке тројке ЕУ-САД-БГ са либијским диктатором пуковником Гадафијем за успешно пуштање (јул 2007) шест бугарских медицинара које је Либија држала као таоце 1999. године.
У име западних савезника Паси је, као посланик, предузео успешне мисије посредовања у Северној Кореји (јул – август 2007. године), што је на крају допринело уништењу расхладног торња за тешку воду у Нуклеарном научноистраживачком центру Јонгбион (Северна Кореја) - договорили су се око шестостраних преговора 27. и 30. септембра 2007. - и састанка на врху између Северне и Јужне Кореје. Посредовао је за пуштање америчких држављана сарадника Џорџа Сороша притворених у Ирану у мају 2007. године.
2007. године Паси је преузео једногодишњу дужност саветника македонске владе за приступање НАТО-у. На самиту НАТО-а у Букурешту 2008. године договорено је чланство Македоније у НАТО-у, условљено решавањем билатералног спора са Грчком.
Влада Бугарске је 2008. године номиновала Соломона Пасија за генералног секретара НАТО-а.

### Глобализација Бугарске
АЦБ је прва невладина организација која није чланица НАТО-а позвана да се придружи Атлантском савезу, 1992. године. Паси је први потпредседник АТА који није члан НАТО-а (1996-1999). Бугарска је прва држава чланица која није чланица НАТО-а која је била домаћин Генералне скупштине АТА (1997).
Паси и АЦБ су новембра 1994. позвали папу Јована Павла II у Бугарску. Прва папска посета Бугарској догодила се 2002. године када је Паси био министар спољних послова; папа је у Софији објавио да Бугарска - супротно раширеним наводима - није умешана у покушај атентата на папу 1981. године.
Паси је копредседавао комитетом домаћина АЦБ-Тибетанског друштва пријатељства за посету Бугарској 14. Далај Ламе са Тибета у октобру 1991.
Пасијева АЦБ била је домаћин васељенског патријарха Бартоломеја 1993. године; каснији дијалог између Бугарске православне цркве и Ватикана на крају је омогућио бугарску посету папе Јована Павла II.
1999. Паси је постао копредседавајући Одбора домаћина за прву америчку председничку посету Бугарској, председника Била Клинтона.
1993. године Паси и АЦБ били су укључени у успостављање Бугарског антарктичког института и годишњу антарктичку експедицију као део националног антарктичког програма. Бугарска је постала 28. саветодавна странка Уговора о Антарктику 1998.

### Футуристичке визије
2007. године Соломон Паси посетио је Кину на позив кинеског парламента и покренуо стварање савета НАТО-Кина и чланство Кине у ОЕБС-у.
Током посете Ласи (Тибет), Паси је 2007. године покренуо Теорију е-демократије (Линк): компјутеризовани симулатор који замењује изборе и владе са људским посадама оптимизационим алгоритмима који гарантују одрживи раст квалитета живота.

### Научник
Соломон Паси је докторирао (1985) и магистрирао (1979) из математичке логике и рачунарства на Универзитету у Софији, Свети Климент Охридски.
Објавио је десетине академских радова из математичке логике и рачунарских наука. Комбинациону динамичку логику у Бугарској су развили Соломон Паси и професори Тинко Тинчев, Георги Гаргов, Валентин Горанко и Димитар Вакарелов. Широко се цитирају Саломонове научне публикације из 1980-1990-их.
Данас је Соломон чест коментатор међународних послова, одбране и безбедности и иновација за националне и светске медије.

## Награде
- Врх Паси на острву Ливингстон (Антарктик) назван је по др. Пасију као признање за његов допринос бугарском антарктичком присуству.
- Знак части „Бугарска-НАТО“ 1. степена (2014), доделио му је министар одбране Бугарске
- Награда вредни Бугари (заједно са његовом супругом Герганом) за идеју заједничког УСБ пуњача за ГСМ у ЕУ (2010)
- Почасни доктор Универзитета за југозапад „Неофит Рилски“ у Благоевграду (2005)
- Почасни грађанин државе Тексас (2004) и државе Небраска (2019)
- Почасни грађанин града Неделино (2003)
- Догађај године, додељен поводом позива за пријем Бугарске у НАТО (2002)

### Међународне државне награде
|  | Орден звезде италијанске солидарности (Велики крст), Италија, 2006 |
|  | Краљевски Орден Изабеле Католичке (Велики крст), Шпанија, 2006     |
|  | Орден Леополда II (Велики крст), Белгија, 2004                     |
|  | Орден за грађанске заслуге (Велики крст), Шпанија, 2003            |
|  | Орден принца Хенрија (Велики крст), Португалија, 2002              |

## Лични живот
Соломон и Гергана Паси имају четворо деце из своја три брака. Пасијеви воде консултантски посао Passy Experience Ltd., опслужујући владине и корпоративне клијенте из различитих сектора пословања: фармацеутске индустрије, пољопривреде, нуклеарне енергије, тешке индустрије, одбране. Соломон Паси је партнер у новооснованој компанији која развија иСОСу мобилну апликацију, заједно са индијским партнером, Аsadeltech, за индијско и глобално тржиште и друге иновације.